# Géza Boldizsár
Géza Boldizsár (Budafok, 1º giugno 1919 – 9 maggio 1988) è stato un allenatore di calcio e calciatore ungherese, di ruolo portiere.

## Carriera

### Giocatore

#### Club
Dopo aver giocato nel proprio Paese e per un anno in Romania, nel 1946 giunse in Italia lasciando di notte l'Ungheria per sfuggire alla cortina di ferro. Nel campionato italiano militò in Serie B col Crema, in Serie A col Bari e in Serie C col Parma; con gli emiliani mise a segno due reti su calcio di rigore.

#### Nazionale
Dal 1939 al 1940 ha giocato quattro partite in Nazionale.

### Allenatore
Dopo il ritiro fu preparatore dei portieri della Roma dal 1952 al 1957. In seguito guidò la Cremonese nel campionato di Serie C 1955-1956 e nella prima parte della stagione successiva. Negli anni sessanta e nei primi anni settanta allenò la Tevere Roma, in Serie C e Serie D, contribuendo a lanciare diversi giovani.
Fu anche il tecnico della Primavera del Cagliari nella stagione 1969-1970 in cui la prima squadra dei sardi conquistò lo scudetto; infine guidò il Sant'Elena Quartu nel campionato di Serie C2 1980-1981.